# Comité de Estudios de Fenómenos Aéreos Anómalos
Die Sección de Estudios de Fenómenos Aéreos Anómalos (SEFAA, auf Deutsch Abteilung für die Erforschung anomaler Luftphänomene; bis 2021: Comité de Estudios de Fenómenos Aéreos Anómalos (CEFAA)) ist das offizielle Gremium der chilenischen Generaldirektion für Zivilluftfahrt zur Untersuchung unidentifizierter Flugobjekte (UFOs) im Luftraum von Chile.

## Hintergrund
Gegründet wurde die CEFAA 1997. Anlass war eine Reihe von UFO-Sichtungen von Flughafenpersonal und Piloten, welche die Sicherheit des Flugbetriebes in Teilen Chiles beeinträchtigte. Aufgabe der CEFAA ist die wissenschaftliche Untersuchung des UFO-Phänomens unter der Fragestellung, ob das UFO-Phänomen die Sicherheit des Luftverkehrs gefährdet. Als zivile Organisation untersteht die CEFAA keiner militärischen Stelle. Die Luftwaffe ist allerdings mit einer Person im Komitee vertreten und kooperiert mit der CEFAA.
Berichte über UFOs werden gesammelt, analysiert und katalogisiert. Ziel ist ein besseres Verständnis für das Phänomen und seine Eigenschaften, um die potentielle Gefährdung für den Ablauf des Flugbetriebes beurteilen zu können. Dabei stützt sich die CEFAA vor allem auf Berichte von Zivil- und Militärpiloten sowie auf Radaraufzeichnungen. Mit Behörden anderer Staaten werden Informationen ausgetauscht, ebenso wird mit ausgewählten zivilen UFO-Forschungsorganisationen im In- und Ausland kooperiert.

## Stand der Forschung
Auf dem International UFO Congress 2012 (IUFOC) in Fountain Hills, Arizona, hat der Vorsitzende der CEFAA, Ricardo Bermúdez, den Stand der Forschung wie folgt zusammengefasst:
- Es gibt ein reales UFO-Phänomen, welches in und außerhalb des kontrollierten Luftraumes auftritt.
- Es ist unbekannt, worum es sich handelt oder woher das Phänomen kommt.
- Es besteht die Notwendigkeit das Phänomen weiter zu untersuchen.
- Es besteht die Notwendigkeit, alle zur Verfügung stehenden Informationen zu teilen.